# Strada nazionale 61
La strada nazionale 61 era una strada nazionale del Regno d'Italia, che congiungeva Rimini al confine con San Marino.
Venne istituita nel 1923 con il percorso "Rimini - Confine San Marino".
Nel 1928, in seguito all'istituzione dell'Azienda Autonoma Statale della Strada (AASS) e alla contemporanea ridefinizione della rete stradale nazionale, il suo tracciato costituì l'intera strada statale 72 di San Marino.